# 7. perioda
Sedmá perioda periodické tabulky obsahuje stejně jako 6. perioda 32 prvků, zde to jsou francium, radium, aktinium, thorium, protaktinium, uran, neptunium, plutonium a další transurany. Většinou to jsou (nebo by měly být) kovy, tennessin by měl být kov nebo polokov a oganesson polokov nebo nekov. Všechny tyto prvky, u nichž je známo skupenství, jsou za normálních podmínek pevné látky, toto se předpokládá i u většiny dalších, kopernicium by mělo být kapalné či plynné a oganesson plyn nebo kapalina.

## Reaktivita
Francium a rubidium reagují již za pokojové teploty s vodou za vzniku příslušného hydroxidu a uvolnění vodíku, jsou to vůbec nejreaktivnější prvky. Aktinoidy jsou již méně reaktivní, s rostoucím protonovým číslem by měla jejich reaktivita klesat stejně jako reaktivita dalších prvků této periody. Oganesson by měl být reaktivnější než ostatní vzácné plyny a tvořit dvouatomové molekuly.

## Výskyt

### Thorium a uran
Thorium se v přírodě vyskytuje v minerálech jako jsou thorianit (ThO2) a thorit (ThSiO4); uran například jako uraninit (UO2) a autunit (Ca(UO2)2(PO4)2·10-12H2O).

### Ostatní prvky
Francium, radium, aktinium a protaktinium se v přírodě vyskytují v malých množstvích jako produkty rozpadu izotopů uranu a thoria; neptunium a plutonium vzácně vznikají záchytem neutronu v jádru uranu a následnými beta minus přeměnami. Těžší prvky se v přírodě nevyskytují vůbec.